# Gross Windgällen
Gross Windgällen är ett berg i Schweiz.   Det ligger i kantonen Uri, i den centrala delen av landet, 100 km öster om huvudstaden Bern. Toppen på Gross Windgällen är 3 188 meter över havet, eller 609 meter över den omgivande terrängen. Bredden vid basen är 3,6 km.
Terrängen runt Gross Windgällen är huvudsakligen mycket bergig. Närmaste större samhälle är Erstfeld, 6,3 km väster om Gross Windgällen. 
I omgivningarna runt Gross Windgällen växer i huvudsak blandskog. Runt Gross Windgällen är det glesbefolkat, med 14 invånare per kvadratkilometer.